# Anolis luciae
Anolis luciae är en ödleart som beskrevs av  Garman 1887. Anolis luciae ingår i släktet anolisar, och familjen Polychrotidae. Inga underarter finns listade i Catalogue of Life.

## Bildgalleri

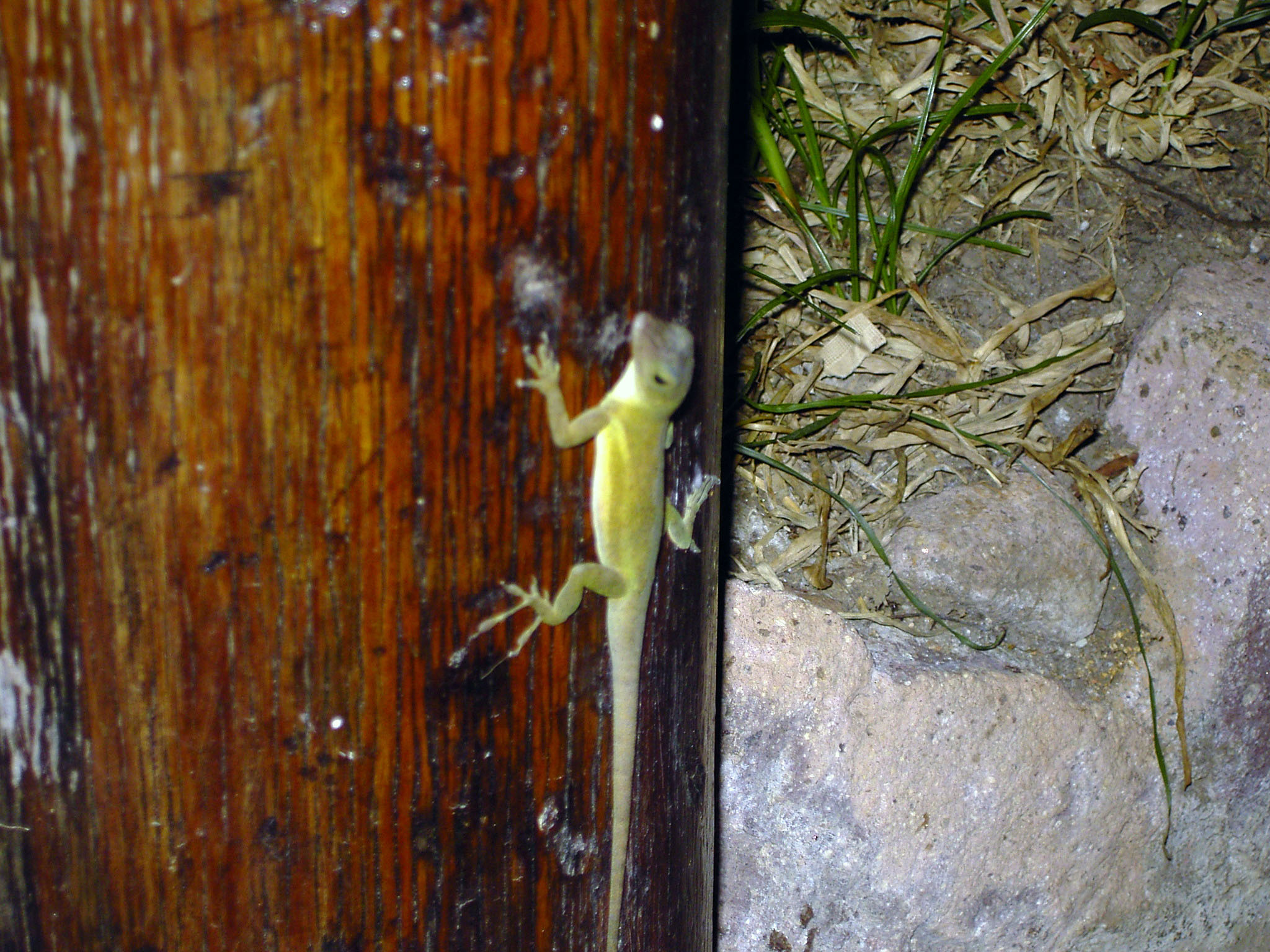
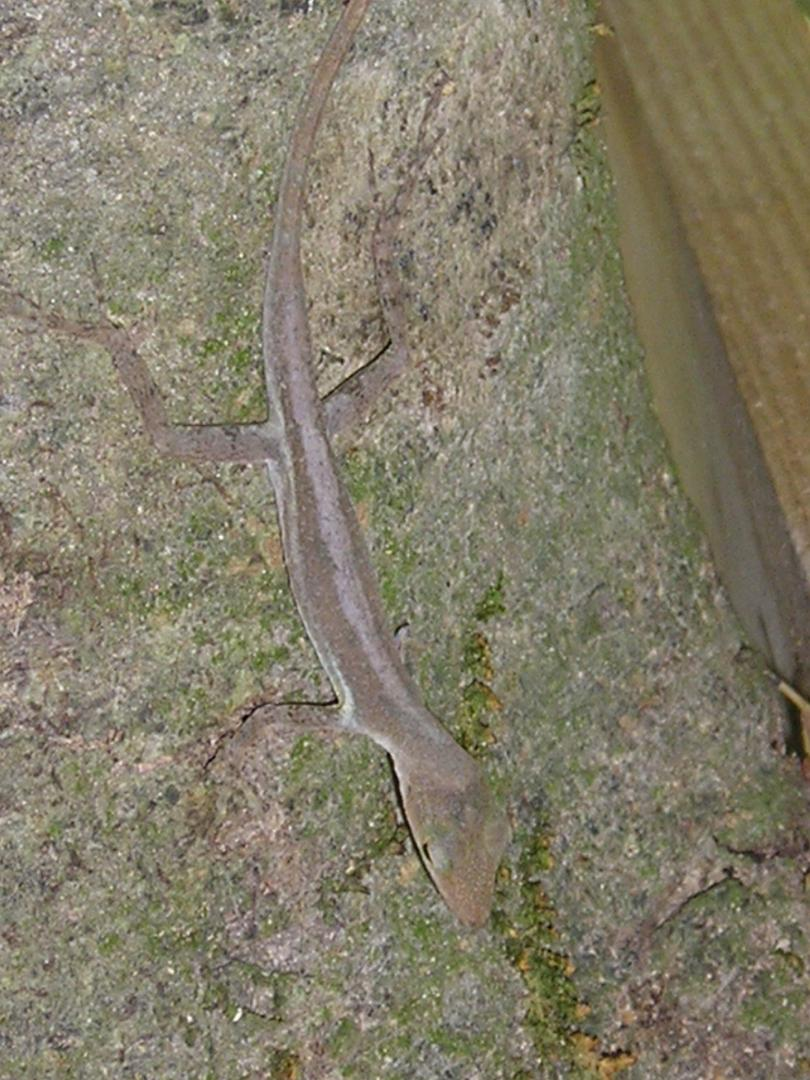
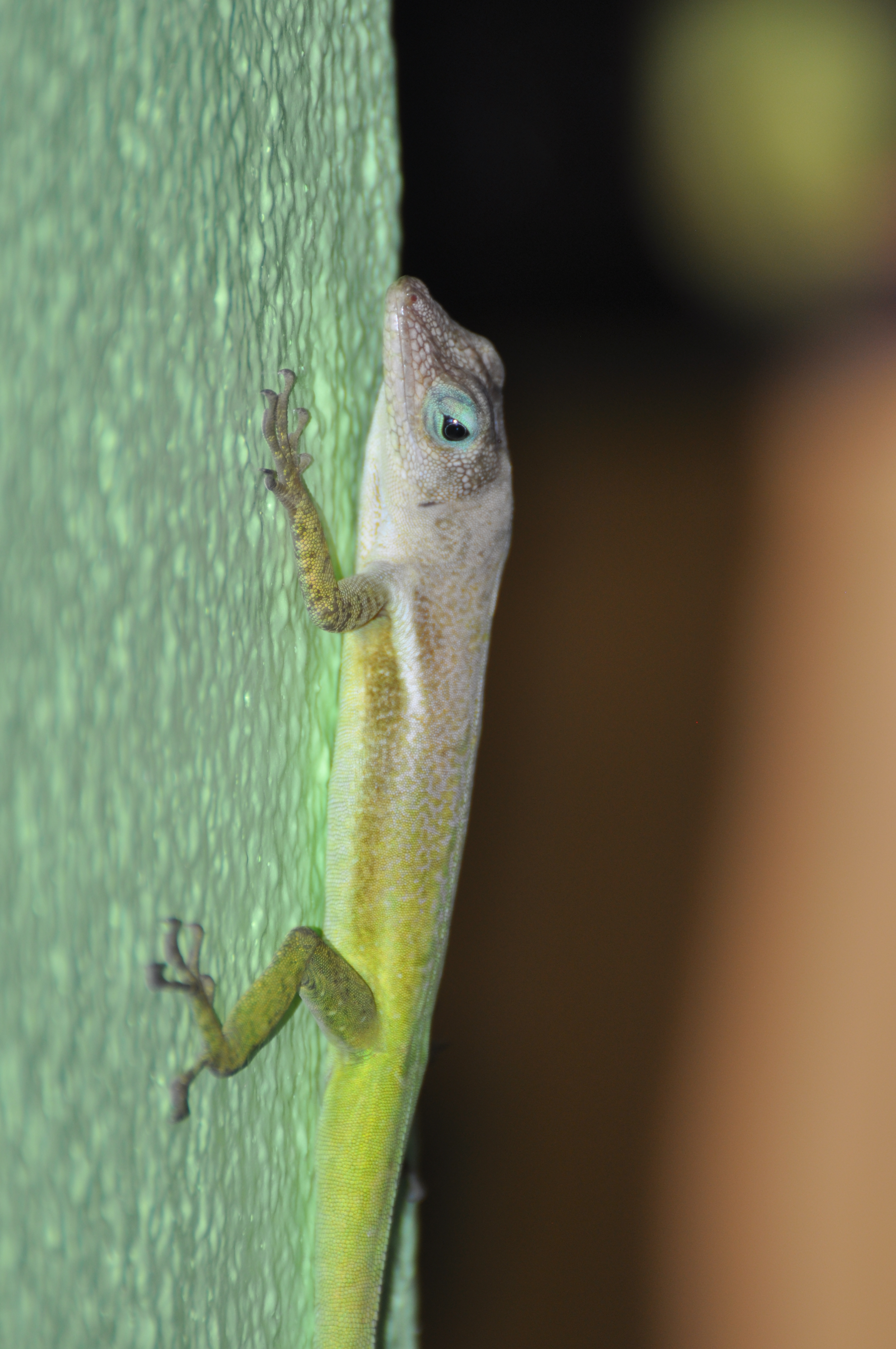